# バーコードバトラー
バーコードバトラー（Barcode Battler）は、1991年にエポック社から発売された電子ゲーム機。または、そのシリーズ。

## 概要
本体に備わったスリットにバーコードの付いたカードを読みとらせ、その数値情報からキャラクターやアイテムのデータを生成し、1vs1（バーコードバトラーII2 C0では最大4人）で遊ぶゲーム。専用のカードが同梱されてはいるが、一般商品などについているバーコードを使ってオリジナルキャラクターを作ることができるというのが肝である。
初期型である白色のバーコードバトラーの他、システムを一新した黒色のバーコードバトラーII（-ツー）がある。IIおよび後述のバーコードイレブンには通信用の端子が存在し、専用の拡張機器であるバーコードバトラーII2 C0（-ツーダブルシーゼロ）およびバーコードバトラーII2 C2（-ツーダブルシーツー）や、後述のテレビゲーム機と接続することが出来る。2005年8月にはiアプリとして復刻した（開発はエクシング）。
自作のカードを作る場合は商品のバーコードを切り取り（バーコードを直接扱うよりは、コントラストや反射などの面から一度コピーした上での利用が推奨された）、カード状のものに貼り付ける（専用の「ホワイトカード」が発売されていた）。基本的にはJANコード（日本国内でのバーコード。当時は先頭が49に限られていたためユーザー間では「49バーコード」と呼ばれた）をターゲットにしているが、8桁または13桁のWorld Product Codeに属していれば海外のバーコード（UPCやEANなど）やISBNでも読み取ることができた。
ゲーム画面は最低限の文字の他は全て7セグメントのデジタル英数字のみで構成され、キャラクターの姿や舞台設定などはカードのイラストや漫画版などで補われる。同時期の他のコンピュータゲームと比較しても非常に単純であるが、それだけプレイヤーにとって想像の余地が大きい。
子供達の間に熱狂的に迎えられ、小学館の『月刊コロコロコミック』に「バーコードファイター」や学習雑誌の小学1 - 3年生にバーコードバトラーを題材とした作品が連載されるに及び、全国の玩具店では対戦のイベントが行われた。イベントでは限定カードが配布されバーコードバトラー本体には付属されていなかったチャーハン帝、チャーシューファンやデンターラ等が配布された。(後にチャーシューファンとデンターラは小学館の雑誌で騎士フラッペのカードと一緒に再配布された。)また、エポック社から定期的にバーコードバトラー新聞を購入することもできた。
しかし、悪意ある大人が“強いバーコード”を生成し、無知な子供に販売する、店の商品からバーコードのみが切り取られるなどの問題も発生した。また、攻略本によっては複数のバーコードを継ぎ合わせたり、さらにパソコンソフトを使うことで思い通りのバーコードを作る方法を紹介していた。

## 遊び方
ゲームモード選択後、カードを本体にスライドさせることでデータを読み取らせ、液晶に生命力（HP）、攻撃力（ST）、守備力（DF）などのデータを持つキャラクターを表示させる。対戦モードの場合、二人がそれぞれ持ち寄ったバーコードを読み取らせた後、ランダムあるいは潜在能力（液晶に表示されない隠しパラメータ）により先攻・後攻が決められる。その後、戦闘が開始される。
ゲーム自体は非常にシンプルであり、プレイヤーの操作はゲームモードを選択すること、バーコードを読み込ませることと、交互に訪れる各自のターンに「攻撃」か「回復」を選択することのみである（バーコードバトラーII以降は魔法の使用も可能となった）。
キャラクタとキャラクタを「合体」させることができるというシステムがある。合体には相性もあり、その良し悪しによって数値以上の効果が出たり、見かけ倒しに終わることもあった。
攻撃の際液晶の表示や攻撃音に合わせて攻撃（BATTLE）ボタンをタイミングよく押すことで攻撃力が増す裏技も存在した。これはもともと初期製品には無く、その普及過程で生じた都市伝説だったが、IIで正式に実装された。

### 能力の決定
バーコードの数字によりパラメータが決まる。キャラクターの場合は目に見える生命力（HP）、攻撃力（ST）、守備力（DF）の他に、特殊能力（第4能力）が存在する。これには規則性があるため、たとえば店頭で商品のバーコードを見ただけで「生命力、攻撃力、守備力いくつ」とそのキャラのステータスのみならず、特殊能力までも読み取る者も珍しくなかった。特に初代バーコードバトラーは比較的単純だったためデータを読むことは簡単だった。
バトラーIではJANコード（先頭が49のバーコード）はキャラクターしか存在せず、アイテムは付属のカードかJANコード以外のバーコードでしか存在しなかったが、IIおよびII2については、JANコードの約半数がアイテムとなり、JANコードの最後の桁が0 - 4だとキャラクター、5 - 9はアイテムという設定となった。後述のコンピュータ戦専用であるボス探索や薬草補充という特殊なアイテムも存在し、これらは専用カードにのみ存在して一般商品のバーコードからは出現しないとされる。
「回復」はバトラーIでは回数の制限が無かったが、IIでは薬草（回復アイテム）を所持している場合のみ回復できる（IIの魔法使い、II2の魔法使いおよび僧侶は魔法でも回復可能）。IIおよびII2では初期状態で5個持っている薬草を3個まで同時に使うこともできる。（ただし、公式大会ではバトラーI、IIおよびII2いずれについても薬草および魔法の使用による回復は禁止となっていた。）
特殊能力は戦闘開始時にパラメータを変化させるといった目に見えるものの他にも、画面では確認できない先攻が取りやすくなるものや、命中率100％化、会心の一撃が出やすくなるもの、相手から受けるダメージを軽減するものなどがある。II以降では相手の能力値を減少させるような新特殊能力も追加された。
バーコードイレブンにおいても、バトラーI - II2と同様にバーコードの数字によりキャラの能力値が決定される。特殊能力も存在した。（必殺シュートが打てたり、移動速度が能力値以上に早くなる等）

### モード

#### バーコードバトラー
COMモード
1人用。読み込ませたキャラクターを使ったコンピュータRPG風のモードで、本体ROMに内蔵された敵（全10面、各面に6体ずつ配置されているので総勢60体）と戦う。
キャラクターはゲーム開始時に読み込ませる主人公のみである。専用カード以外は読み込ませることはできない。アイテムは、各戦闘ごとに1種類ずつ使用可能。
敵を倒してもHPは回復しないが、倒した敵の最大HPを自分の現在値に加算することができる。
B1モード
1人用。COMと戦闘システムは似ているが、敵が内蔵データではなくプレイヤーが読み込ませたカードのデータという点で異なる。
COMモードをクリアすると表示される「パスコード」でデータを引き継いだ上で戦うことが前提。
敵カードは本体同梱の全6体だが、980円程度で1ストーリー分の追加カードが計3種類販売されていた（「専用カードソフト」と呼称）。専用カード以外（一般商品などのバーコード）も敵として出現させることができる。
B2モード
フリー対戦モード。その場で読み込ませたカードを使い、コマンド入力は両者ともマニュアルで行う。アイテムはそれぞれ1個ずつ使える。
アイテムを使う代わりに他のキャラと「合体」もでき、その場合は両者のパラメータが合算されるが、ある条件を満たさないと合体できなかった。
COMモード用の主人公カードの場合、パスコードを入力してパワーアップした状態で戦わせることもできる。
この他、画面に「B3モード」なる表示も存在しており、攻略本でもその存在に触れられてはいるが、実際は選択することができず、どのようなモードであるのかも謎となっている。

#### バーコードバトラーII
C0モード
前作のB2モードの発展型。前作と異なり、どのキャラも無条件で合体が行えるようになった。
C1モード
前作のCOMモードの発展型。キャラクターカードは「戦士」と「魔法使い」のペアを主人公として入力する。専用カード以外を読み込ませることも可能となったが、その場合は他のモードより弱くなる。今回は本体にデータセーブが行える。
やはり敵を倒してもHPは回復しない上、基本的に敵を倒してもHPが加算されなくなった。その代わり戦闘後に数の限られた薬草を使用することで回復は行える。
敵との戦闘（アイテム使用やパワーアップは戦闘前後のみ）回数は限られており、死亡したキャラクターは基本的に復活しないので、進め方次第では手詰まりになることもあり得るシビアなシステムである。
アイテム使用の代わりに本来不可能な合体が可能となったり、死亡したキャラクターを復活させるなど（対戦相手が魔法使いで勝利した場合のみ）の裏技が用意されている。
全4ステージで、敵は各ステージに30体ずつ配置されている。また、隠しステージが2面存在する。
C2モード
前作のB1モードに相当。C1モードとのシステムの違いも、前作のCOM・B1の違いとほぼ同じ。
カードソフトは前作より増えており、『スーパーマリオワールド』や『ゼルダの伝説 神々のトライフォース』、『ドラゴンスレイヤー英雄伝説』といった各種キャラクターものも発売された。

#### バーコードバトラーII2C0
通常はCC・C0の2モードしか選択できないが、同じII2C0をもう一台接続することで、さらに3つのモードが追加される。
CCモード
本体に内蔵された敵と1戦だけ行うモード。まず敵のレベルを入力すると、そのレベルに応じた強さの敵が現れる。その敵を倒し、その証明として表示される「クリアコード」という数値をメモする。自分がどのレベルまで行けるかチャレンジするモードである。最強のレベル99の敵は『コロコロコミック』誌上でニックネームの公募が行われ、「死覇（シバ）」と命名された。
C0モード
IIの同名モードの発展型で、仕様はほぼ同じ。アイテムは、1人2種類まで装備できるようになった。またこれまでの1P側のプレイヤーの戦歴（何戦何勝したか）を標示させることもできる。この記録は電源を切ると消えてしまうが、「キャリアコード」というパスワードを入力することで引継ぎが可能。
C3モード
いわゆるタッグバトルモード。プレイヤー4人がキャラクターカードを1枚ずつ入力し、2対2の戦いを行う。アイテムは1人1つずつのみ装備可能。合体は通常通り可能。
C4モード
3人または4人のプレイヤーで戦う、いわゆるバトルロイヤルモード。1人が生き残るまで戦いは続く。アイテムと合体についてはC3と同様。
ダブルC0モード
2人のプレイヤーで、II2C0を1人1台ずつ使って対戦を行うモード。ルール・仕組みはC0とほぼ同じだが、戦歴は両プレイヤーとも表示される。またバトルをスリリングにする為の演出として、バトルが始まるまでは敵側に自分のデータは表示されない様になっている。

#### バーコードバトラーII2C2
CCモード
内容はII2C0の同名モードとはまったく異なっている。まず主人公となるキャラクター2人を入力し、本体内蔵の敵キャラと2対1のバトルを行い、どこまで勝ち抜けるかチャレンジするモードとなっている。敵を倒すとこちらのステータスがアップするのはこれまで通りだが、敵にとどめを刺した方のキャラクターのみにそれは行われる。倒した後にパスコードが表示される敵もおり、それを入力すればゲームを途中から再開することもできる。アイテムは1人1枚ずつ使用可能。合体はできない。
C0モード
内容はII2C0の同名モードとまったく同じ。
C2モード
IIの同名モードの発展型。職業の異なるキャラクター二人をペアにし、敵カードと2対1の戦いを行う。ステータスアップとアイテムについてはCCと同じ。

### ストーリーモード

#### 世界観
バトラーI・IIのストーリーモード、およびカードソフト「正伝」シリーズは、同一の世界を舞台とした連続ものストーリーとなっている。
Iは「バーコード星雲」という所にある「コンビニエンス星」という惑星が舞台。IIは星雲内にある5つの惑星―コンビニエンス星、メトロマーケット星、老孫星（ろうそんせい）、サンマート星、聖ユウ星（せいゆうせい）全てが舞台となる。
登場キャラクターの大半は二、三頭身のロボットの様な姿をしており、設定なども明らかに機械であるかのような記述がなされることが多い（エネルギー源が電池であるなど）が、年をとったり子孫を残したりもする。またIIからは人間に近い姿をしたキャラ（主に女性キャラ。皆耳が尖っている）も多く登場するようになった。
しかしいずれのキャラクターも、人間とも機械生命体とも単なるロボットとも明言されていない（IIの人間型敵キャラクター「グリーンチャーミング」のみ、サイボーグだと明言されている）。
星雲の住民達は、そのモチーフとなった商品によって、火焔・雑貨・洗剤・食品・華麗（カレー）・めん・スナック・ジュース・ドリンク・酒乱（酒・つまみ類）の10部族のどれかに属している。
星雲の歴史は、過去から順に「スーパー紀」「マーケット紀」「コンビニ紀」「コンビニ大戦紀」という4つの時代からなっている。Iの主人公の1人であるラーメン大帝はマーケット紀では少年であり、コンビニ紀では老人になっていることから、Iの舞台であるコンビニ暦20XX年とはこの二つの時代の間と思われる。
コンビニエンス星
「コンビニ星」と略される。マスターコンピュータ・マザーによって管理されている惑星。IIのC1モードでは、ワールド2と呼ばれている。
メトロマーケット星
コンビニエンス星の隣の惑星で、名前はIのカードソフト1で初登場。IIのC1モードでは、ワールド1と呼ばれている。本体付属の武器カード「パルティザンソード」は、この星では使用が禁じられていたという。
老孫星
IIで初登場した星。C1モードではワールド3と呼ばれている。
サンマート星
IIで初登場。C1モードではワールド4と呼ばれた。本体付属のアイテムカード「聖米ヒトメボーレ」は、この星の田で取れるという設定。
聖ユウ星
IIで初登場。C1モードではワールド5と呼ばれた。本体付属の防具カード「鎖のよろい」は、この星で作られたという設定。

#### ストーリー（バトラーI）
バーコード星雲・コンビニエンス星。雑貨王国、食品王国、冷蔵王国などが存在するこの惑星の住民達は、マスターコンピューター「マザー」によってバーコードで管理され、平和な日々を送っていた。
しかしコンビニ暦20XX年、冷蔵王国の王「チューハイカーン」が突如反乱を起こしマザーを占拠、住民達を次々に洗脳し始めた。洗脳されて悪の手下となった人々によって、恐怖の「ブラックワールド」と化したコンビニエンス星。しかし、辛くも洗脳を逃れた3人の戦士がいた。彼らはチューハイカーンから故郷を救うべく、決死の戦いを挑む。

##### カードソフト1
その戦いから10年（？）後。チューハイカーンは倒れ、平和を取り戻したコンビニエンス星。しかし、倒されたチューハイカーンは偽者だった。隣のメトロマーケット星へと逃げ延びていた本物のチューハイカーンは、倒された親衛隊達を妖術で蘇らせ、再び侵略を開始する。3人の戦士達は平和に浸りきり、かつてのパワーを失っていたが、ラーメン大帝が開発していた新兵器を身に付け、新たな戦いに挑む。

##### カードソフト2
本物のチューハイカーンが倒れた数日後、コンビニエンス星に住む10部族の族長達が次々に姿を消した。やがて宇宙から謎の巨大宇宙船が飛来、その中から行方不明となっていた族長達が現れた。彼等は何者かに洗脳され｢魔強軍団ゴッドマーズ｣を名乗り、母星に攻撃を開始する。3人の戦士達は、宇宙船から脱出してきた謎の戦士｢肉マン皇帝｣の口から、衝撃の真相を知ることとなる…。

##### カードソフト3
肉マン皇帝を仲間に加えた戦士達は魔強軍団に勝利、そのボスの口から宇宙船に侵入するためのパスコードを聞き出し、ついに船内に突入する。そこには4体のゴッドと、ゴッドを守る｢超最強護衛隊｣が待ち構えていた。死闘を繰り広げる戦士たちの前に、突然姿を現すコンビニエンス星のマスターコンピューター・マザー。そしてゴッドとの最終決戦が始まる…。
なおこのIの戦いは、漫画「バトラー英雄伝説」では「第一次コンビニウォーズ」と呼ばれていた。

##### 登場キャラクター
主人公
ラーメン大帝（ラーメンたいてい）
主人公カードナンバー1。めん一族の騎士。洗脳を免れ、チューハイカーンとの戦いに身を投じた。初期主人公3人の中で最も攻撃力が高いが、本体付属の武器カードは一切装備できず、守備力も低い。チューハイカーンが倒れた後も、新たな敵の出現に備え、新型装備の開発を行わせていた。ゴッドを倒した後は一族の王となるが、IIのリサイクル博士の事件の際に洗脳され、敵キャラクター「老ラーメン大帝」となって子孫たちの前に立ちはだかることになる。
明星限定バーコードバトラーの付属カードによると、主人公3人の中では最年少らしい。なお父親は「チキンラーマン」という名だが、彼もIIでは洗脳され、敵の一員として登場する。
ウーロンチャン
主人公カードナンバー2。ドリンク一族の剣豪で、同じく洗脳を免れた戦士。「気」を操る戦法が得意。守備力はラーメン大帝と同じだが、攻撃力では劣っている。武器と防具の両方が使用可能で、「ドラゴンバズーカ砲」という専用武器もある。
同族の「ミネラルムギチャン」に目のかたきにされている。若い頃は手の付けられない暴れ者だったらしい。ゴッドとの戦いの後、将軍へと抜擢されたが、IIではラーメン大帝同様洗脳され、敵キャラ「ウーロン将軍」として再登場する。
ボン華麗（ボンかれい）
主人公カードナンバー3。華麗一族の勇者。やはり洗脳を免れた。速攻を得意としており、他二人を上回る守備力を持つが、本体付属の防具カードは一切使えない。また、攻撃力も低い。「脳天ハンマー」という専用武器が存在する。
同族の「キンキラ華麗」とは宿敵同士であるらしい。若い頃はよく泣いていたという。ゴッドとの戦いの後、どうなったのかは語られていない。なお父親は「華麗クック」という名だが、やはりIIで洗脳され、敵の一員として登場する。
チャーハン帝（チャーハンてい）
主人公カードナンバー4だが、本体やカードソフトには同梱されず、イベントなどでもらえるプロモーションカードという扱いだった。いわゆる「隠し主人公」的な立ち位置のキャラで、HPは初期主人公三人よりも高い。食品一族だが、ラーメン大帝の実の弟でもあり、カードは兄と合体可能。ゴッドとの戦いの後、どうなったのかは語られていない。
肉マン皇帝（にくまんこうてい）
主人公カードナンバー5。食品一族の勇者。カードは本体ではなく、カードソフト2に同梱。ゴッドの宇宙船に囚われていたがチャーハン帝に助け出され、ラーメン大帝らの仲間となった。その前身は誰も知らないらしいが、ボードゲームのキャラ相関図によるとウーロンチャンのいとこだという。｢バトルショットバスター｣という武器を愛用。基本能力は主人公カードの中で最も高いが、専用装備はない。ボン華麗と合体が可能。ゴッドとの戦いの後、どうなったのかは語られていない。

###### 主な味方キャラクター
マザー
コンビニエンス星をバーコードで管理するマスターコンピューター。金髪の女性の姿をしており、目には瞳がない。平和を愛しており、星雲の武装化を狙うゴッドに逆らったため、その傀儡と化したチューハイカーンらに襲われた。ドリンク一族の長・リボピタンDは、彼女の親衛隊員だったという。Iの最終決戦において、主人公らの前に姿を現し、共にゴッドに立ち向かう。カードはソフト3に付属。「ファジーカード」と呼ばれるアイテム扱いだった。
IIでは正伝1において「仲間カード」として再カード化、中華妖舞と合体が可能。ダークバーコード星人に囚われていたが、その力を中華妖舞に貸すという役どころだった。
「英雄伝説」では星雲全体を統括していた。メガデスチューハイカーンに破壊されてしまったが「意識」となってコンビニエンス星を包んでおり、その決戦時に蘇った。

##### 主な敵キャラクター
帝王チューハイカーン
酒乱一族出身。元は悪政で知られる冷蔵王国の王であったが、突如クーデターを起こした。「ハイリーキ剣」と「ふてくされ砲」という武器を持つ。本体付属のボスカードで、倒せばゲームクリアとなる。しかし、彼は実は影武者に過ぎなかった。
チューハイカーン生（チューハイカーンなま）
本物のチューハイカーンで、「恐怖の帝王」という異名を持つ。影武者が倒されている間に隣の「メトロマーケット星」へと脱出しており、虎視眈々と逆襲のチャンスを狙っていた。カードソフト1におけるボスカード。「ウメ星」なる惑星の出身らしいが、それがどのような惑星なのかはまったく語られていない。『コロコロコミック』の記事によると、｢ゴッド｣という謎のパスコードを叫び、敗れ去ったという。IIでは青年時代の彼が「チューハイカーンJr」名義で敵として登場する。
魔強軍団ゴッドマーズ（まきょうぐんだんゴッドマーズ）
カードソフト2の敵カードで、元はコンビニエンス星に存在する10の部族の長だった者たち。チューハイカーンのクーデターの際に洗脳され、COMモードにおける各ステージのボスキャラとして登場したが、戦いの後は正気に戻り、平和に暮らしていた。しかしゴッドに拉致・再洗脳されてしまい、コンビニエンス星を攻撃、再び主人公達に倒された。酒乱一族の「ウメコングII」がそのボスと思われたが、真のボスはスナック一族の「邪鬼もろこししょうゆ味」であった。
宇宙帝王ゴッド（うちゅうていおうゴッド）
チューハイカーンの反乱に始まる、一連の戦いの黒幕。バーコード星雲全体を管理していたコンピュータだが、全宇宙征服を企み、星雲の惑星全てを武装惑星集団に作り変えようとしていた。だが平和を愛するマザーに逆らわれたことで激怒し、チューハイカーンを洗脳、攻略を命じた。しかし彼の失敗に業を煮やし、コンビニエンス星の各部族長達を拉致してゴッドマーズへと洗脳、彼らを率いて自らコンビニエンス星へと攻めてきた。
「暗黒帝王ゴッド」「巨大コンピューターゴッド」「ロボゴッド」「双頭モンスターゴッド」の4体が存在するが、双頭モンスターこそが真のゴッドであり、他の三体は影武者だった。カードソフト3におけるボスカードにして、Iのストーリーにおける最終ボス。

#### ストーリー（バトラーII）
ラーメン大帝らによってゴッドは倒され、バーコード星雲に平和が訪れた。それから時は流れ、今ではタイムマシンが実用化され、タイムトラベルが可能な時代となっていた。時間旅行者による歴史への悪影響を防ぐため、4つの時代は歴史を固定する力を持つ宝石「レジスタストーン」で作られた鍵によって管理されていた。
しかしゴッドは悪魔的天才科学者「リサイクル博士」の手によって復活。ゴッドと博士は鍵を強奪し、歴史を自分達の支配するものへと書き換えるべく過去へとタイムスリップしていった。各時代の住人達は次々に洗脳され悪の手下と化し、バーコード星雲はゴッドの支配するブラック星雲へと変貌しようとしていた。マスターコンピュータ「マザー」によって星雲全土から呼び集められた6人の戦士たちは、ゴッドらの魔の手から星雲を救うため、予備のレジスタストーンをタイムマシンに装着、彼らを追って過去へと向かった。

##### カードソフト正伝1・2
ゴッドを倒した戦士達は、コンビニ暦20XX年においてリサイクル博士を追い詰め、彼の率いる「モンスター軍団」に勝利、元の時代へと帰還した。しかし戻ってきた彼らが見たものは、異次元からの侵略者「ダークバーコード星人」によって征服された星雲だった。博士がレジスタストーンの禁断のパワーを使いすぎた結果、彼らをこちらの世界へと招いてしまったのだ。バーコード星雲の存続を賭け、戦士達の新たな死闘が始まった。

##### カードソフト正伝3・4
ダークバーコード星人に勝利した戦士たち。だが、リサイクル博士は再び逃亡してしまう。宇宙へと追撃に出た戦士たちが見たものは、バーコード星雲へと突き進む巨大彗星の姿だった。このままでは星雲は消滅してしまう…。

##### 登場キャラクター
主人公
ラーメン活武（ラーメンかっぷ）/超剣士ラーメン活武
めん一族の戦士。ラーメン大帝の孫で、「名刀ブタホタテドリ丸」という刀を愛用している。HPと攻撃力は6人の中で一番高いが、守備力は祖父同様最も低い。正伝2ではレジスタストーンと融合し「超剣士ラーメン活武」となるが、正伝3では彗星との衝突時に消息不明となる。正伝4では黄金の石板と化して彗星の地底に安置されていた所を発見されるが、そこでシリーズ展開は終了した。
「英雄伝説」では非常に気の短い性格という設定で、事あるごとに仲間と衝突していた。一方、漫画「あっぱれ！バトラー隊」ではレギュラーの一人であり、「…でござる」という侍のようなしゃべり方をしていた。
ウーロンリー/超龍ウーロンリー/ウーロンリーZ
ドリンク一族の戦士。ウーロンチャンの甥で、「コードレスひょいにょい棒」という武器を持つ。能力は戦士3人の中ではバランス型。正伝2ではレジスタストーンと融合し「超龍ウーロンリー」となる。正伝3では羅王ケインの力でアーマーを瞬間パワーアップさせ「ウーロンリーZ」へと変化、ゼナとの戦いに身を投じた。
漫画「英雄伝説」「バトラー隊」の双方で主人公として扱われている。また、ボードゲーム版でも主人公の1人となっている。
マックスフライ/ガンファイター・マックス
食品一族の戦士。「バーガーセットライフル」という銃を持つガンマン。荒れ果てた瓦礫の山での戦いを得意とする。能力は戦士3人の中では守備力が最も高く、攻撃力は最も低い。正伝2ではレジスタストーンと融合し「ガンファイター・マックス」となる。正伝3では彗星衝突時に消息不明となる。
「英雄伝説」ではウーロンリーの幼馴染という設定。陽気な性格だが銃の腕は確か。右太腿内部に銃を内蔵している。帽子の下は禿頭である。「バトラー隊」ではキザな性格だが、レギュラーではないため出番も少ない。
バーモンドクリフ/超騎士バーモンドクリフ
華麗一族の魔法使い。ボン華麗の息子で、やはり速攻を得意とする。「フクジンサーベル」という剣を持ち、「シルバーフォーク」という銀色の鳥を連れている。HPは魔法使い3人の中で最も高い。また、ボードゲーム版でも主人公の1人となっている。叔父に「バーモントクリフ」、妹に「華麗妖美」がいるが、二人とも洗脳されて敵として登場する。『別冊コロコロコミック』の記事によるとドリンク一族の「レモン娘しずく」とは親同士が決めた婚約者だが、仲はうまくいっていないらしい。正伝2ではレジスタストーンと融合し「超騎士バーモンドクリフ」となるが、やはり正伝3で消息不明となった。
「英雄伝説」ではラーメン活武の相棒。冷静な性格で仲間たちのフォロー役を務めていた。なお、この作品ではしずくとは面識はなかった模様。戦いの後、仲睦まじくしているシーンはある。「バトラー隊」ではひねくれた性格で、マックスフライ同様出番は少ない。
プリンセスグミー/超麗人プリンセスグミー
食品一族の魔法使い。ヘラクレス幼稚園もも組に所属する幼稚園児。「ホワイトタイガー」というライオン（名前はタイガーだが、ライオンである）を駆って戦う。守備力は6人中最高だが、攻撃力は最低。正伝2ではレジスタストーンと融合し「超麗人プリンセスグミー」となるが、やはり正伝3で消息不明となった。
「英雄伝説」ではマックスフライの相棒。一人称は「あたい」でガラが悪く、ゴッドからも下品だとバカにされていた。暇さえあればオモチャで遊んでいるが、子供扱いされると激怒して大暴れを始める。「バトラー隊」ではサンマート星ヘラクレス王国の王女であり「ですぅ」口調。ウーロンリーに気があるらしく「リーさま」と呼んでいた。
中華妖舞（ちゅうかようまい）/中華妖舞R（りん）
めん一族の魔法使い。「高級鳴刀」という忍刀と2本の手裏剣を持つ、くの一。魔法使い3人の中で攻撃力は最高、守備力は最低。正伝2ではレジスタストーンと融合し「超忍中華妖舞」となる。正伝3ではウーロンリー同様羅王ケインの力でアーマーを瞬間パワーアップさせ「中華妖舞R」となり、ゼナとの戦いに身を投じた。
漫画では2作ともレギュラーで、ウーロンリーの相棒。彼に気があるらしい素振りを見せていた。
チャーシューファン
食品一族の戦士。前作におけるチャーハン帝と同じ、プロモーションカードのキャラクター。ウーロンリーとはいとこ同士で、同じ師匠の元で学んだ仲でもある。カードは合体も可能。ボードゲーム版の主人公の1人でもある。相関図によると、中華妖舞とは恋人同士とのこと。
デンターラ
雑貨一族の魔法使い。チャーシューファン同様、プロモーションカードのキャラクター。プリンセスグミーの祖父で、合体も可能。やはりボードゲーム版の主人公の一人でもある。
デスチューハイカーン/メガデスチューハイカーン/新生メガデスチューハイカーン/スーパーチューハイカーン
酒乱一賊。リサイクル博士がレジスタストーンの禁断の力によって「負の世界」から呼び寄せた存在で、全宇宙征服を狙うダークバーコード星人の支配者。「ハイリーキ斧」という武器を持つ。20XX年での戦いでモンスター軍団を率いて現れるが戦士たちに倒され、「メガデスチューハイカーン」となって復活、バーコード星雲全土を征服し歴史を変えてしまった。再び倒されるが今度は「新生デスチューハイカーン」となってまたも復活。クローン軍団を従えて襲い来るが、三度倒される。その時レジスタストーンが輝き、彼は聖戦士「スーパーチューハイカーン」へと転生した。彼もまた、ストーンに選ばれた勇者だったのだ。生まれ変わった彼は、ウーロンリーＺらと共に、新たなる敵ゼナに戦いを挑む。なお、前作に登場したチューハイカーンとの関係は不明。
「英雄伝説」ではリサイクル博士に洗脳されていた人物で、レジスタストーンの原石に触れたことで正気に戻った（ただし記憶は失われていた）。羅王ケインから「スーパーデスチューハイカーン」の名を与えられ、彼らと共に戦うが、バイオレンス・ゼナの一撃を受けて倒れた。「バトラー隊」では帝王ゴッドサンダーの体内から「メガデスチューハイカーン」の姿で出現、最後の敵となる。
羅王ケイン（らおうケイン）
食品一族の僧侶。正伝3で登場。かつて母星をゼナの彗星に破壊され、ゼナを倒すべく彗星に潜入していた。宇宙に投げ出されたウーロンリー、中華妖舞、スーパーチューハイカーンを救い、彼らと共にゼナに挑む。
「英雄伝説」ではバイオレンス・ゼナの弱点を調べ上げていたが、その一撃を食らい、ウーロンリーZに後を託して倒れた。
主な味方キャラクター
情報師ガデン
バーコード星雲の長老。種族は不明。II本体付属の「情報カード」と呼ばれるアイテムカードで、C1モードで入力するとクリアに必要な「鍵」を持つ敵が表示される。正伝1ではダークバーコード星人に征服された星雲を見て呆然とする主人公たちの前に現れ、真相を語った。
「英雄伝説」ではレジスタンスの幹部として登場。主人公たちとは面識が無かったという設定。なお本誌掲載時は名前が「ガテラ」と表記されていたが、単行本では修正されている。「バトラー隊」ではウーロンリー・ラーメン活武・中華妖舞の後見人的存在として登場。
主な敵キャラクター
帝王ゴッド
前作で倒されたが、リサイクル博士の手によって影武者共々復活した。それぞれが各時代に「ゴッドステーション」という要塞を築いている。C1モードにおける、各ステージのボスに当たる。名前はステージ1から順に、「帝王ゴッドカーメン（元は暗黒帝王ゴッド）」「帝王ゴッドサンダー（元は巨大コンピューターゴッド）」「帝王ゴッドヒットラー（元はロボゴッド）」「帝王ゴッドRX-CT7000（元は双頭モンスターゴッド）」。
ゲーム「バーコードワールド」では要塞戦艦軍を送り込んでバーコード星雲を征服し、強大な「ネオ・ゴッド帝国」を築き上げた。
「英雄伝説」では「カーメン」と「RX-CT7000」のみ登場。なぜか後者はリサイクル博士に復活させられる前から、今の姿だった。
リサイクル博士
種族不明。元はリサイクル研究所という研究所の所長だったが、ゴッドを蘇らせ星雲の支配を企んだ。ゴッドを上回る戦闘力を持った戦車型マシン「ビームロリータ号」を駆る。本体付属のボスカードで、倒せばゲームクリアとなる。正伝1では、ダークバーコード星人に星雲を売り渡した張本人としてお尋ね者となっていた。星人達が倒された後、再び宇宙へと逃亡。最終的な決着は描かれないまま商品展開は終了した。なお、ゼナ一味との関係は不明である。
「バーコードワールド」では10年前に星雲から追放された狂気の科学者であり、ゴッドを裏から操っていた存在とされた。
「英雄伝説」ではゼナの配下であり、彼にレジスタストーン原石を届けようとするが、制御不能のストーンなど受け入れられないと言われ、見殺しにされる形で要塞の爆発に巻き込まれ、それが最後の登場シーンとなった。
ゼナ
謎の巨大彗星を操る超生命体で、「ゼナ・ドリンク賊」に属している。彗星で惑星を破壊してはその星のエネルギーを吸収してきた。かつて羅王ケインの故郷も滅ぼしている。正伝3のボス「地上破壊神ゼナ・バスター」と4のボス「地中破壊神ゼナ・マグマ」の2体が登場している。
実は彗星そのものが「バイオレンス・ゼナ」と呼ばれる生命体であり、ゼナ・バスターおよびマグマはその細胞の1つに過ぎなかった。
「英雄伝説」では名前こそ「バイオレンス・ゼナ」だが、外見がまったく異なっていた。

## バリエーション
- コンビニウォーズ　バーコードバトラー（1991年発売・6800円）　CMはストロング金剛が担当した。
- コンビニウォーズ　バーコードバトラー 明星食品版（1991年・非売品）　パッケージデザイン、付属カードが通常版と一部異なり、本体色が白から黄色に変更されている。明星食品の袋めん「鉄板焼そば」購入者の中から抽選で少数プレゼントされた。
- コンビニウォーズ　バーコードバトラーII　時空を超えた戦士達（1992年発売・7800円）[1]　CMは関根勤が担当した。
- バーコードバトラーII2 C0
- バーコードバトラーII2 C2
  - それぞれ、C0、C2モードに対応するバーコードバトラーIIの拡張版である。『コロコロコミック』誌上で愛称の公募が行われ、「子バットラー（こバットラー）」に決定した。
- JリーグオフィシャルLCDゲーム　バーコードイレブン
  - バーコードバトラーの後継機として登場した、バーコードを使ったサッカーゲーム。

## コンビニウォーズ外伝　魔封の覇者

### 概要・世界観
バトラーII専用カードソフトとして1992年夏に各780円で発売されたシリーズで、全3巻（各カード31枚セット）。同じカードソフトの「正伝」シリーズより先に世に出た。本体付属カードのストーリーとは異なる世界を舞台としている。主人公達は正伝とは「同名の別人」という扱い。敵キャラクターは、ボスキャラ以外は本体のC1モードの敵キャラからの流用で、一部名前が変更されている者もいる。
物語の舞台は、「平和を司る守護神レジータによってバーコードで管理される世界」とされており、特に世界名は設定されていない。コンビニ国・サンマート国・聖ユウ国という3つの国の存在が確認されている。
なお外伝1・2のカードは、後にそれぞれホワイトカードを加えた上で11枚ずつ分割されて、コンビニエンスストアなどで販売された。

### ストーリー
太古の昔、守護神レジータによってバーコードで管理される世界があった。人々は平和に暮らしていたが、ある時「コンビニ国」で、黒魔術師の王パノラマンダーが反乱を起こした。パノラマンダーはレジータに死睡の魔法をかけて深い眠りにつかせ、3つの「魔封の秘宝」を強奪したのだ。彼は「大重神コピーダ」を復活させ、その力を利用して世界を支配するつもりだ。
「サンマート国」の王・ファラオは、世界各地から6人の勇者を呼び集め、パノラマンダー打倒を命じた。かくして勇者達とパノラマンダー一味との戦いの火蓋は切られた。

### 登場キャラクター

#### 主人公
龍神ウーロンリー（ドラゴンキング ウーロンリー）
ドリンク一族の戦士で、外伝1の主人公。「飲茶魔剣」と「流水刀」という武器を愛用。プリンセスグミーのよき理解者でもある。
「バトラー隊」ではウーロンリーのパワーアップ形態として登場。
聖闘士バーモンドクリフ（セイント バーモンドクリフ）
華麗一族の魔法使いで、ウーロンリーの相棒。「ブイヨンサーベル」という剣を持つ。女性に甘い性格で、女の敵キャラとの戦いでは苦戦するよう設定されている。敵の「バーモントクリフ」は正伝同様叔父だが、「華麗妖美」との関係は不明。正伝同様銀色の鳥も連れているが、その名前は不明である。
魔剣士活武（まけんしかっぷ）
めん一族の戦士で、外伝2の主人公。「スーパーカップ丸」という刀が武器。
「バトラー隊」ではラーメン活武のパワーアップ形態として登場。また、分割販売版ではカードがプリズム仕様に変更されていた。
麗剣士プリンセスグミー（れいけんしプリンセスグミー）
食品一族の魔法使いで、活武の相棒。「スパゲッチ剣」という武器を持つ。正伝同様メカライオンを駆るが、その名前は不明（正伝と違い、色は黄色）。やはり分割販売版ではカードがプリズム仕様に変更されていた。
G・Mマックスフライ（ガンマン マックスフライ）
食品一族の戦士で、外伝3の主人公。「ハッシュド銃」という武器を持つ。
烈亭中華妖舞（レディーちゅうかようまい）
めん一族の魔法使いで、マックスフライの相棒。「うまに八宝手裏剣」という武器を持つ。気性が激しく、活武と喧嘩ばかりしているという。
「バトラー隊」では中華妖舞のパワーアップ形態として登場。

#### 主な敵キャラクター
白魔術王ホカロンダー
極悪3兄弟の末弟にして外伝1のボス。彼等兄弟は、全員種族が不明。魔封の秘宝の1つ「炎の十字架」を持ち、聖ユウ国を襲撃した。
古魔術王グロンサンダー
極悪3兄弟の次男にして外伝2のボス。兄弟一の暴れ者で、弟のホカロンダーが倒されたことに激怒し、配下の「魔邪軍団」を率いてサンマート国を攻撃した。秘宝の一つ「解呪の水ガメ」を持つ。
大重神コピーダ（だいじゅうしんコピーダ）
雑貨一賊。外伝3の敵キャラクター。パノラマンダーによって復活した邪悪な巨大神で、バーコードを偽造する能力を持つ。
黒魔術王パノラマンダー
極悪3兄弟の長男にして外伝3のボス。秘宝の一つ「復活の土偶」を持ち、コンビニ国の地下神殿に立てこもっていた。コピーダの力で偽バーコードを造り、管理システムを混乱させて世界を支配しようと企む。

## 小田急ステーションウォーズ

### 概要・世界観
1992年7月 - 9月上旬までの2ヶ月半に小田急電鉄のスタンプラリーとして実施。当時69駅のスタンプを集め、カード収集要素に加え限定カードソフトが作れるというのが売りで全部のカードを収集し終えて、カードソフトが完成するとロマンスカードがもらえた。カードソフトはバーコードバトラーⅡ専用で一般販売されていない。カードデザインは鉄道に関する道具や小田急の車両・駅名のモジりである。
ダークワールドに捕らわれたオダクイーンを救出するためにステーション戦士や魔法使いを集めて悪の帝王を討伐し、正義を取り戻すのが目的。

### ストーリー
西暦1992年夏。
愛と平和の守護神であるオダQueenが、悪の帝王ダークスターによって捕らわれの身となり、世界は嘘・偽善・恐怖が支配するブラックワールドに…。
オダQueenを救い出し、再び世界に平和を取り戻すには、キミの勇気が最後の望み。
小田急全線（小田原線・江ノ島線・多摩線）69駅にいるステーション戦士や魔法使いと力を合わせ、悪の帝王ダークスターを倒せ!

### 登場キャラクター
ロマンス四兄弟（ロマンスよんきょうだい）
主人公。長男のロマンスカイザーを筆頭に次男ロマンスカーメン・三男ロマンス仮面・四男ロマンスカーボーイからなり、ステーション戦士のリーダーとして活躍する。

## レパートリー

### テレビゲーム
IIおよびイレブンは出力端子を使うことでテレビゲーム機に接続することができる。その場合、本機は周辺機器として扱われ、読み込ませたデータをゲームに反映させることができる。
バーコードワールド
サンソフトのファミリーコンピュータソフト。付属のケーブルでII（またはイレブン）と接続する。ソフト単体では遊ぶことは出来ない。対戦モードはIIのC0モードと基本的に同じになっている。
バーコードバトラー戦記 スーパー戦士出撃せよ!
エポック社のスーパーファミコンソフト。II（またはイレブン）がなくてもシナリオモードのみはプレイ可能。「バーコードバトラー インターフェース」という別売りケーブルでスーパーファミコン本体に接続する。これも、対戦モードはIIのC0モードと基本的に同じになっている。
バーコードバトラー戦記 スーパー戦士出撃せよ!（大会バージョン）
上記製品版を改良した公式大会用のスーパーファミコンソフト。商品版では実機のIIとダメージ計算や特殊能力の効果が若干異なっていた部分が修正されている。非売品。
バーコードバトラーII2
II2の大会用に開発されたスーパーファミコンソフト。非売品。

### カードソフト

#### バーコードバトラー用
- チューハイカーンの逆襲
- 魔強軍団ゴッドマーズ出現!
- 最期の決戦ゴッドVSマザー!

#### バーコードバトラーII用
- 正伝1 超パワー生命体!ダークバーコード星人登場!!
- 正伝2 超合体伝説
- 外伝1 白魔術王ホカロンダーの陰謀

- 外伝2 古魔術王グロンサンダーの復讐

- 外伝3 最後の死闘!VS黒魔術王パノラマンダー
- バーコードファイター バーコード皇帝からの挑戦状
  - 正伝2とバーコードファイターは、説明書に応募券が印刷されており、ボスを倒した後に表示されるパスコードを書いて送るとそれぞれ抽選でクリア認定証が貰えるというキャンペーンが存在した。
- スーパーマリオワールド
- ゼルダの伝説
- ドラゴンスレイヤー英雄伝説
  - この3作は同名のスーパーファミコン用ソフトをバーコードバトラー用カード化したもので、別売りのサイコロを使った「サイコロモード」というカードゲームを遊ぶこともできる(ルールは3作とも異なる)。

#### バーコードバトラーII2C2用
- 正伝4 精霊伝説
  - 『正伝3 破壊神伝』はII2C2本体に同梱されていた。
- スーパーマリオカート
- バーコードファイターVol.2 来襲!機械竜軍団!!

### ボードゲーム
- コンビニウォーズ バーコードバトラーII 時空を超えた戦士たち

### アーケードゲーム
- 最強バトラー烈伝
  - 対戦型のゲームで筐体から払いだされるカードで遊ぶことができた。

### iアプリ
- バーコードバトラーII
- バーコードバトラーNEO
- バーコードスカウター
  - 携帯電話向けサイト｢バーコードバトラー｣にて配信がなされた。運営、提供は株式会社エクシング。

## その他

### 関連商品
- ベルフーズ　バーコードバトラースーパーV　カード付きラーメンスナック。カードの上下にキャラクターコードと呪文コードの二つが記載されていた。
- 明治製菓　バーコードバトラー　カード付きチョコスナック
- 専用ホワイトカード
- ロードモナークユーザーカード
- バーコードプリンター(バンダイ)

### コミカライズ
- コンビニウォーズバトラー英雄伝 - 小林たつよし作、本編ストーリーのコミカライズ。
- あっぱれ!バトラー隊 - 田中康一作、ディフォルメキャラによる本編ギャグ作品。
- バーコードファイター - 小野敏洋作、バーコードバトラーによる対決を扱った作品。

### 関連CD
- 8cmシングル
  - ハッターマン/マジメまして（歌：IYO&TUFF、1992年6月25日、ハピネット・ピクチャーズ）
- アルバム
  - ハッターマン バーコードバトラー・エキサイティング・テーマソング（1992年7月25日、ハピネット・ピクチャーズ）

### 類似商品
バーコードバトラーと同様の遊び方を有したコンピューターゲームは他社からも発売された。単独で遊べる製品の他に、ビデオゲーム機に接続して対応ソフトウェア用の周辺機器として使用する製品があった。いずれもエポック社のバーコードバトラーとは無関係である。

#### バーコード系
- LSI バーコードウォーズ - バーコードの読み取りは付属カードのみ対応している。ドラゴンボールZ、キン肉マン キン肉星王位争奪編の二種類が発売された。バンダイ 1992年発売。
- スーパーバーコードウォーズ - 基本的に専用カードのみが規定データの読み取り対象だが、ゲームモードにより市販品のバーコードや文字などの図案も流動データながら読み取る事ができる。バーコードバトラー同様に追加カードソフトも複数提供された。詳細についてはスーパーバーコードウォーズ#追加カードソフトを参照。バンダイ 1992年発売。
- データック - ファミリーコンピュータの周辺機器。バーコードリーダーに専用カートリッジを挿す事で様々なゲームがプレイできる。本体付属ソフト含め、計7種の専用ソフトが発売された。詳細についてはデータック#専用ソフトを参照。バンダイ 1992年12月29日発売。
- バーコードボーイ - ゲームボーイの周辺機器。対応ゲームソフトは本体付属の『バトルスペース』と同日発売の『ファミリージョッキー2 名馬の血統』と1993年8月10日発売の『モンスターメーカー バーコードサーガー』。開発製造・ソフエル、発売・ナムコ 1993年8月27日発売。
- バーコード対戦バーディガン - ゲームボーイ用ソフトでバーコードを用いてモンスターを生成、育成する。独自のバーコードリーダーが付属しており、バーコードボーイとの互換性はない。タムソフト 1998年12月11日発売。
- ディースキャナ - テレビアニメ『デジモンフロンティア』に登場するアイテムで、バーコードを読み込ませるシステムがある。バンダイ 2002年6月30日発売。
- 爆釣バーハンター - ニンテンドー3DS用ゲーム。特定商品のバーコードを読み取ってバーソウルというモンスターを釣る。バンダイ 2018年3月17日配信。

#### バーコード以外
ここでは、バーコード以外の同様の遊び方をするゲームおよび玩具について解説する。
- ディスクバトラー - DOS用ゲーム。他のMS-DOSのソフトウェアディスクから戦闘力を抜き出して対戦する。総合ビジネスアシスト 1992年5月発売。
- CDバトル 光の勇者たち - PCエンジンSUPER CD-ROM2用ゲーム。音楽CDやデータCD-ROMからキャラクター3人のパーティを生成する。二人対戦専用。キングレコード 1993年3月19日発売。
- モンスターファーム - PlayStation用ゲーム。音楽CDとPlayStationのソフトウェアディスクからモンスターを生成する。テクモ 1997年7月24日発売。シリーズ化され、DVD、入力された文字、描かれた図形、発音された単語等からもモンスターを生成するようになった。
- ビブリボン - PlayStation用アクションゲーム。オコノミCDというモードで手持ちの音楽CDからオリジナルステージが生成される。ソニー・コンピュータエンタテインメント 1999年12月9日発売。
- 遊☆戯☆王 真デュエルモンスターズ 封印されし記憶 - PlayStation用カードゲーム。ポケットステーションにテレビやエアコンといった家電製品のリモコンの赤外線信号を送るとカードを生成できる。コナミ 1999年12月9日発売。
- リキッドボーグ - 液体の性質を基に戦闘力を導き出して遊ぶ玩具。バンダイ 1999年4月発売
- ラクガキ王国 - PlayStation 2用ゲーム。描かれた三次元のキャラクターの絵の形がそのまま能力になる。タイトー 2002年3月20日発売。
- 絶対音感オトダマスター - ニンテンドーDS用ゲーム。音を入力してモンスターを生成する。ハドソン 2007年8月2日発売。
- ドラゴンテイマー サウンドスピリット（英語版） - ニンテンドーDS用ゲーム。音を入力してモンスターを生成する。バンダイナムコゲームス 2007年11月1日発売。
- デジモンクロスローダー - テレビアニメ『デジモンクロスウォーズ』に登場するアイテムで、音を入力してデジモンを生成（リロード）する。バンダイ 2010年10月16日発売。
- オトッペずかん - NHK Eテレの番組『オトッペ』と連動したスマートフォン用アプリ。音を入力してオトッペを生成する。
- スペースインベーダーインフィニティジーン - スマートフォン・PlayStation 3・Xbox 360用シューティングゲーム。MP3音源を読み込ませることで、楽曲に合わせてステージを自動生成するモードがある。 タイトー 2009年7月28日発売。